# Diário online
Um diário online é um diário eletrônico que é publicado em um site. Um diário online pode ser privado ou público, dependendo da pessoa que cria.

## História
Diários online começaram a ser criados em 1994.

## Exemplos
- «Temps Nouveaux»
- «MindWing»